# Ray Tico
Ramón Jacinto Herrera Gómez (Limón, Costa Rica; 2 de enero de 1928–Ib, 15 de agosto de 2007), conocido como Ray Tico, fue un cantante y músico costarricense. Considerado un icono de la música popular costarricense, ha sido el único extranjero que formó parte del  movimiento del filin cubano, con el cual el bolero alcanzó su máximo esplendor. 
Cantante y guitarrista, compuso conocidas canciones como Romance en La Habana, Eso es imposible, México de luz y color,  el bolero Dominicana, Me  quedo callado, Dialoguemos o Solo para recordar.

## Biografía
Cuando tenía 22 años se fue a Colombia como pescador, y allí comenzó su carrera como músico, que continuó por el resto de su vida.

## Carrera
En 1953, fue a Cuba donde adoptó el apodo de Ray Tico, además de componer "Eso es Imposible", su mayor éxito entre las más de 50 canciones que escribió. Ahí conoció y tocó con Olga Guillot, Beny Moré, y la Sonora Matancera. Su estilo único de tocar la guitarra, que también incluye su uso como instrumento de percusión, se convirtió en su sello personal de distinción. Con su nueva fama, Ray se trasladó a los Estados Unidos, tocando con frecuencia en el Waldorf Astoria en Nueva York. Más tarde en Hollywood, ganó fama como un 'playboy latino', a menudo invitado a unirse a la gente más famosa de la época. Fue acreedor de varios reconocimientos tanto a nivel nacional como internacional,  por ejemplo, el 13 de abril de cada año se declaró en Miami El día de Ray Tico como homenaje de parte de la colonia cubana.  En 1969, a la edad de 41 años, después de haber pasado la música y la cultura de Costa Rica a todo el mundo, Ray regresó a Costa Rica para quedarse. Pasó los siguientes 38 años escribiendo canciones y tocando en prácticamente todos los eventos importantes que ocurrieron en el país, incluyendo las inauguraciones presidenciales.

## Vida personal
Ray se casó con Juanita Pagán, celebrado en 1957 en la isla de Puerto Rico. De esa unión existen los hijos Ramón Ricaurte Herrera Pagán y Agosto Herrera Pagán.

## Muerte
Ray Tico murió el 15 de agosto de 2007. Sólo unas semanas antes de su muerte, Papaya Music celebró 8 décadas de Ray, donde a pesar de su mala salud, se subió al escenario con Editus y otros destacados músicos costarricenses para celebrar su carrera. Sus restos fueron incinerados y sus cenizas esparcidas en la playa Los Baños, Limón, según sus deseos.